# Hölzlbauer
Hölzlbauer ist der Name einer Einschicht in der Stadtgemeinde Bad Leonfelden im Mühlviertel in Oberösterreich.

## Lage
Die Einschicht hat die Adresse Haid 18. Sie gehört zur Ortschaft Haid und zur Katastralgemeinde Laimbach. Sie liegt auf einer Höhe von 767 m ü. A. in den Südlichen Böhmerwaldausläufern und im Einzugsgebiet des Redlbachs.
Der 10,3 Kilometer lange, mittelschwere Wanderweg Waldschenke-Runde und die 17,3 Kilometer lange, mittelschwere Radtour-Strecke Vorderweißenbacher Runde führen an der Einzelsiedlung vorbei.

## Geschichte
Der Hof Hölzlbauer wurde im Theresianischen Gültbuch von 1750 als Hölzlpaurngut, im Josephinischen Lagebuch von 1787 als Hölzlbauerngut und im alten Grundbuch der Jahre 1790 bis 1793 als Hölzlbauerngut mit Inhäusl genannt.